# Ammobium
Ammobium là một chi thực vật có hoa trong họ Cúc (Asteraceae).

## Loài
Chi Ammobium gồm các loài: